# Ramtane Lamamra
Ramtane Lamamra (in arabo رمطان لعمامرة‎?; Amizour, 15 giugno 1952) è un diplomatico e politico algerino, ministro degli affari esteri e della comunità nazionale all'estero della Repubblica Democratica Popolare di Algeria dal 7 luglio 2021.
È stato alto funzionario dell'Unione Africana e delle Nazioni Unite. Ha rivestito l'incarico di Commissario dell'Unione africana per la pace e la sicurezza dal 2008 al 2013 e poi ministro degli affari esteri algerino dal 2013 al 2017 e nel 2019.

## Biografia
È cresciuto ad Amizour, prima di andare a studiare all'École nationale d'administration (ENA) di Algeri, dove si è formato nella sezione diplomatica. Ha iniziato al Ministero degli Affari Esteri nel 1976, dove ha ricoperto diversi incarichi, in particolare nel dipartimento dell'Africa. È stato nominato Segretario Generale nel 2005. Ma prima di ciò, Ramtane Lamamra è stato Ministro Consigliere e Ambasciatore in diversi paesi. Il suo primo incarico è stato a Gibuti nel 1989 e in Etiopia. È stato inoltre accreditato presso l'Organizzazione dell'Unità Africana (OUA) e la Commissione economica per l'Africa delle Nazioni Unite (ECA).

## Carriera diplomatica

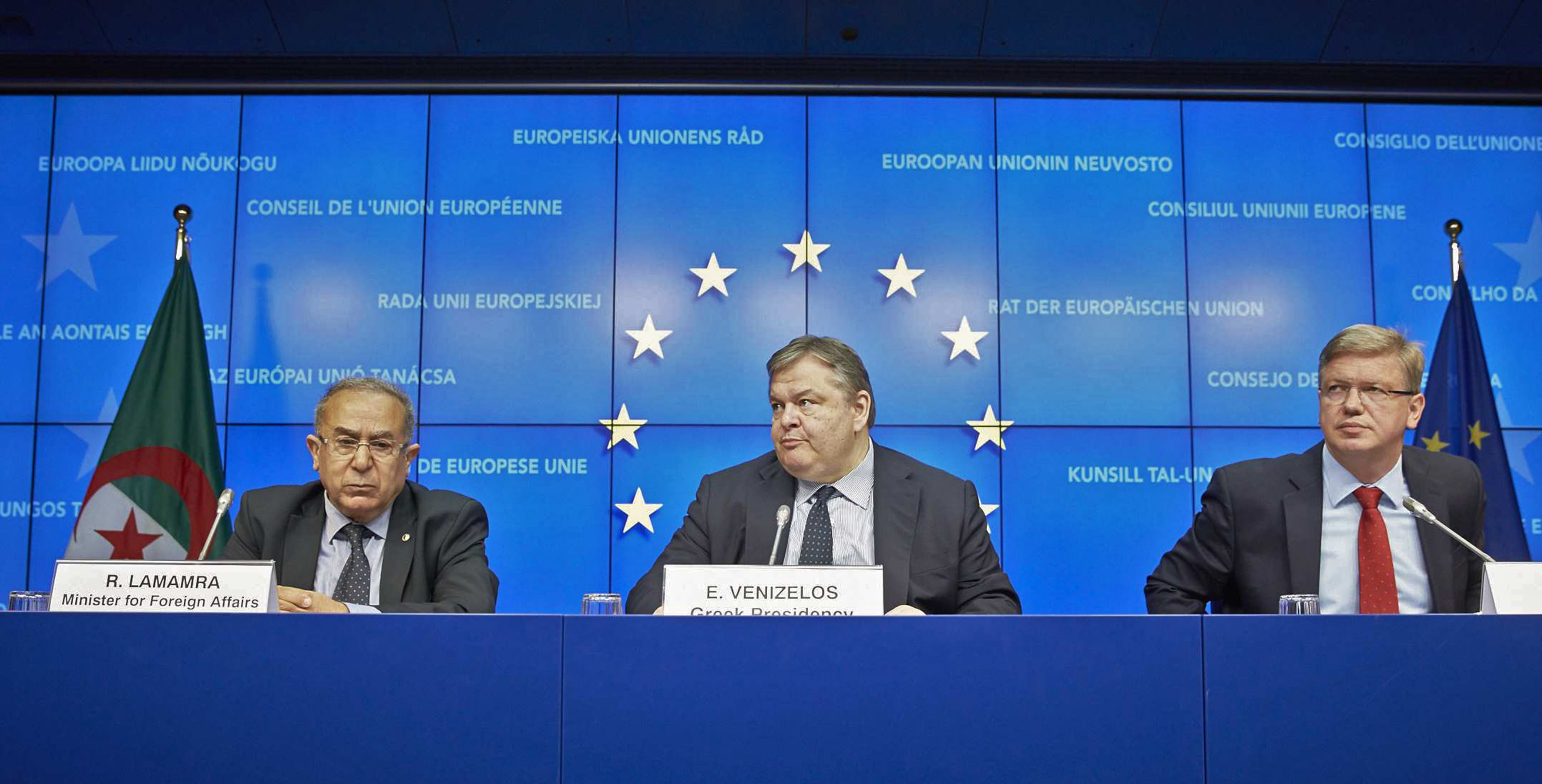
Ramtane Lamamra con Evangelos Venizelos e Štefan Füle a margine del Consiglio di stabilizzazione e associazione UE-Algeria.

È stato nominato ambasciatore in Austria e presso l'Agenzia internazionale per l'energia atomica (AIEA) e UNudi. È stato poi ambasciatore d'Algeria presso l'ONU dal 1993 al 1996, poi a Washington dal 1996 al 1999 sotto la presidenza di Liamine Zeroual.

È specializzato in Africa e ha partecipato a diverse operazioni di mediazione, in particolare nella crisi tra Mali e Burkina Faso nel 1985 e nella disputa di confine tra Ciad e Libia. Ha inoltre partecipato attivamente alla risoluzione di molti conflitti, come quello in Liberia, in qualità di inviato speciale dell'Unione africana tra il 2003 e il 2007. È stato nominato due volte (nel 2008 e nel 2013) commissario per la pace e la sicurezza dell'Unione africana, suo ultimo incarico prima di essere nominato Ministro degli Affari Esteri.

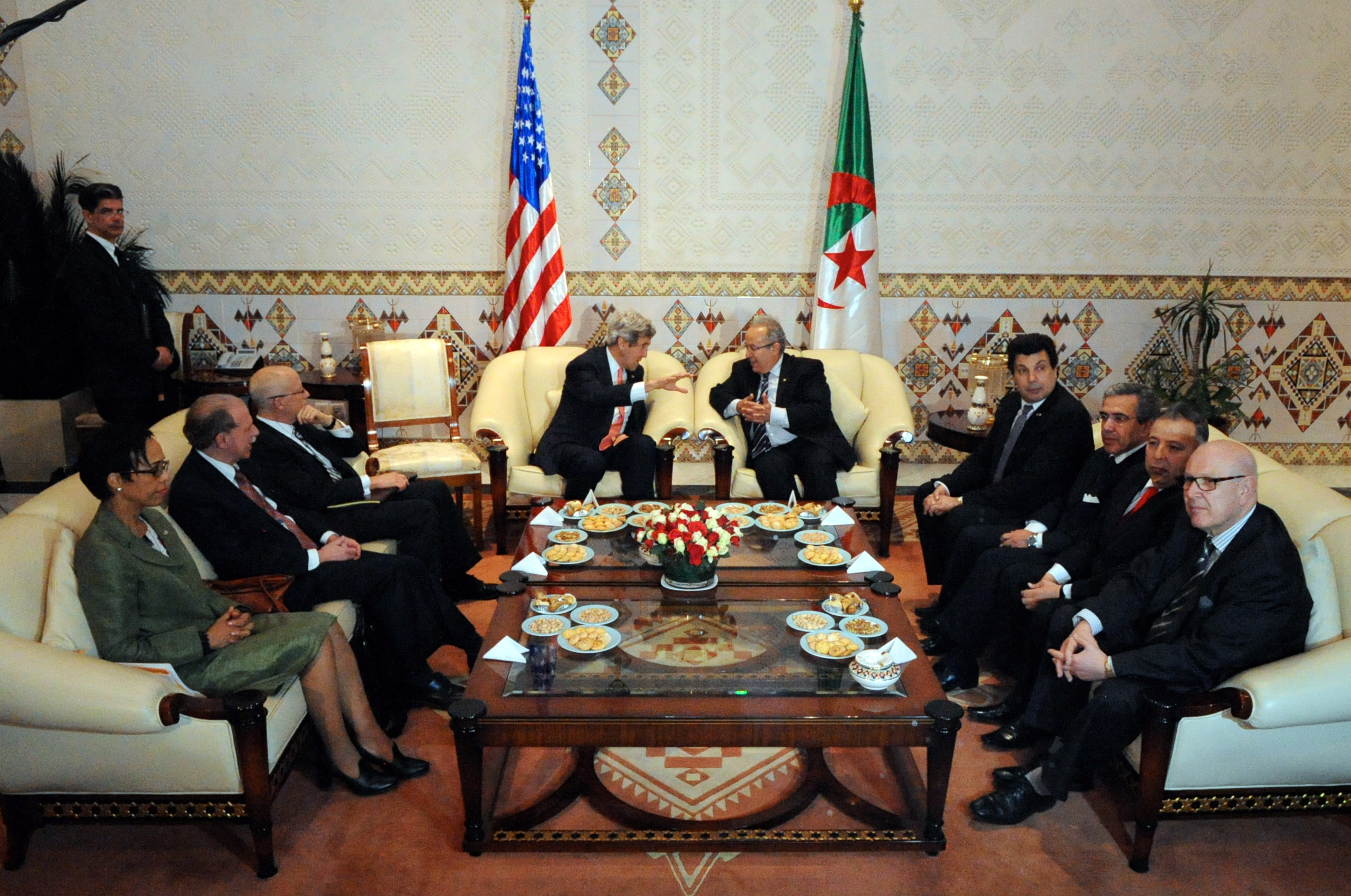
Ramtane Lamamra con il Segretario di Stato statunitense John Kerry nel 2014, durante la cerimonia del te.

Era in Liberia nel 2003 sotto come di inviato speciale dell'Unione Africana. È tornato di nuovo nel paese nel 2004 per servire come ambasciatore-consigliere presso il ministero degli affari esteri. Nello stesso anno è stato inviato in Portogallo come ambasciatore prima di tornare un anno dopo agli affari esteri, questa volta come segretario generale. È stato nominato Commissario dell'Unione Africana per la Pace e la Sicurezza dal 28 aprile 2008 all'11 settembre 2013. Successivamente è stato nominato capo del Ministero degli Affari Esteri.
Il 16 settembre 2017 è stato nominato membro dell'Alto Comitato consultivo delle Nazioni Unite per la mediazione internazionale. Poi, nell'ottobre 2017, è stato nominato Alto rappresentante dell'Unione africana.
Nell'aprile 2020 avrebbe dovuto prendere il posto di Ghassan Salamé alla guida della missione speciale delle Nazioni Unite in Libia. Tuttavia, a seguito delle richieste dell'Egitto e degli Emirati Arabi Uniti, è stato considerato troppo vicino al governo di Tripoli.

## Carriera politica
È stato nominato Segretario Generale del Ministero degli Affari Esteri nel 2005, prima di diventare ministro degli affari esteri algerino dall'11 settembre 2013 al 25 maggio 2017.
L'11 marzo 2019, in seguito alla creazione della carica di Vice Primo Ministro, con decreto del Presidente Abdelaziz Bouteflika, ed alla nomina di Noureddine Bedoui come Primo Ministro, è stato nominato Vice Primo Ministro, assumendo anche l'incarico di ministro della affari esteri. A seguito della crisi politica il 2 aprile 2019 è stato sostituito da Sabri Boukadoum.
È poi ritornato nell'incarico di ministro degli esteri nel luglio 2021.